# الکساندر پاینز
الکساندر پاینز (انگلیسی: Alexander Pines؛ ۲۲ ژوئن ۱۹۴۵ – ۲ نوامبر ۲۰۲۴) شیمی‌دان اهل ایالات متحده آمریکا بود.